# 稻稈經
稻稈經（梵語：śālistamba sūtra），為敘述緣起之大乘佛經，收於《大正藏》經集部。以佛陀見稻稈之生長，告諸比丘：「若見因緣，彼即見法；若見於法，即能見佛。」為楔子，繼由舍利弗就此說，請彌勒菩薩敷演其義。

## 題解
從稻稈生長的緣起，由種生芽，由芽生葉等，喻十二因緣生起的次第。

## 傳譯
《稻稈經》的梵語本佚失不傳，不過有根據大乘論書所引用的文句加以整理而成的梵文本，西藏大藏經收有藏譯本。
本經有五種漢譯本：
- 吳．支謙譯《了本生死經》
- 東晉．闕譯《稻芉經》
- 唐．不空譯《慈氏菩薩所說大乘緣生稻𦼮喻經》
- 宋．施護譯《大乘舍黎娑擔摩經》
- 失譯《大乘稻芉經》（敦煌本，江味農推測可能是唐．法成譯）

## 內容
本經將緣起法分為「內緣起」與「外緣起」，內、外緣起又各皆從因與緣而得生；即於內、外緣起之下復分因與緣之聯繫，此中，「內緣起」，約眾生生死的起滅說；「外緣起」，則約身外的一切而說，即無情器界。
又，凡愚眾生執眼等內六處為「我」（人），於色等外六處執為「我所」（法）；故此經說：二種緣起同一無我（人、法二無我），因緣所生故。
月稱論師所著《入中論》對空性的論證，來自於龍樹的《中論》再加上對《稻稈經》譬喻的引用。

## 注解
西藏大藏經現存有蓮華戒《稻芉經廣釋》和記載作者名為龍樹的《大乘稻芉經頌釋》二種注釋書；大南龍昇推定：後者雖題名「龍樹」，但可能是後人假託之作，約為八世紀至九世紀初的人。
中文則有唐法成集《大乘稻芉經隨聽疏》，但依芳村修基（1956）之推定，以為《法成疏》乃依蓮華戒之《廣釋》而成。近代太虛大師有《佛說大乘稻稈經講記》。

## 學術研究
N. Ross Reat認為這本佛經可追溯至公元前200年左右，為大乘佛教的原初文獻，並指出本經很多段落可與巴利經藏中的內容相呼應（尤其是中部38經《Mahā-taṇhā-saṅkhaya sutta》/中阿含201經《嗏帝經》）。

## 外部連結
- The Rice Seedling （Ārya-śālistamba-nāma-mahāyāna-sūtra，大乘稻稈經）
- 緣起三經概介 （页面存档备份，存于）（玄奘所譯《緣起經》、《緣起聖道經》、《分別緣起初勝法門經》）
- 關於《緣起經》 （Ārya-pratītyasamutpāda-nāma-mahāyāna-sūtra，大乘緣起經）
- The Life of Sariputta （页面存档备份，存于）（緣起偈）